# Hermes e Renato
Hermes e Renato é um grupo humorístico brasileiro criado por Fausto Fanti, contando também com Bruno Sutter, Felipe Torres, Adriano Silva (por vezes creditado como Adriano Pereira), Marco Antônio Alves, e posteriormente Gil Brother Away. O nome do grupo foi tirado dos primeiros personagens que criaram para suas esquetes: Hermes (interpretado por Marco Antônio) e Renato (interpretado por Fausto Fanti). O programa do grupo foi veiculado originalmente pela MTV Brasil de 2000 a 2009 e de 2012 a 2013.
A temporada final da primeira fase do programa foi exibida em 2009, com a saída do grupo confirmada no início de 2010, quando eles se uniram a Marcos Mion no programa Legendários, da Rede Record. Como os direitos do nome "Hermes e Renato" pertenciam à MTV, a partir de 2010 o grupo passou a se chamar Banana Mecânica.
Em 2013, eles abandonaram o novo nome e retornaram à MTV Brasil – com exceção de Felipe Torres, que permaneceu no programa da Record, apesar de estar liberado para participar também dos quadros de Hermes e Renato. No mesmo ano, Marco Antônio, Fausto, Adriano e Felipe passaram a ser proprietários da marca "Hermes e Renato", pretendendo produzir conteúdo para outras emissoras e para a internet. Saiu da TV aberta e passou para a TV por assinatura.
Em 2014, passaria a ser exibido pelo canal a cabo FX Brasil, sendo produzido pela produtora Boutique Filmes. Porém, no dia 30 de julho de 2014, o ator Fausto Fanti foi encontrado morto em seu apartamento no bairro de Perdizes, em São Paulo, o que em primeira instância, deixaria o futuro do programa incerto, entretanto, seu irmão, Franco Fanti, volta a participar como ator no programa e a atração voltou ao ar em 19 de novembro de 2015.
Em 2016, o grupo volta com o projeto de uma peça teatral, "Uma Tentativa de Show" é o primeiro show teatral da trupe. Uma experiência de dramaturgia com muito experimentalismo, dança contemporânea, imersão, improviso, musical, stand-up, etc. A peça estreou dentro do festival Risadaria em São Paulo com bilheteria esgotada, e fez enorme sucesso, tanto entre os fãs, quanto com as pessoas que ainda não conheciam o trabalho do grupo. Participação especial de Bruno Sutter e Mario Matias que também dirige a peça.

## História

### Surgimento
O grupo foi formado em Petrópolis, Rio de Janeiro em 1999 (e com sede em São Paulo em 2002) pelos amigos de infância Marco Antônio Alves, Fausto Fanti, Adriano Silva, Felipe Torres e Bruno Sutter. A atração nasceu de uma brincadeira entre os humoristas. Foi veiculada na MTV Brasil pela primeira vez como um quadro no programa Voz MTV, em 1999. Com o sucesso do quadro, em 2000 o grupo ganhou um espaço na programação da emissora, inicialmente as esquetes de foram exibidas nos intervalos da programação, em 2001, com a boa aceitação do público ganharam um programa de 15 minutos, já no ano de 2002 ganharam um programa de meia hora.
O programa se destacou pela simulação de uma produção de baixo custo e por satirizar sem meias-palavras (até com termos de baixo calão, normalmente proibidos na TV aberta) os mais variados assuntos. O grupo encena situações engraçadas do cotidiano das personagens, contendo sátiras de quadros e programas de outras emissoras, de filmes (já existentes ou criados por eles mesmos), propagandas de variados produtos e remédios e também humor negro.
Em 2004, os humoristas também chegaram ao rádio, sendo parte da programação da Mix FM de São Paulo, com drops com o mesmo nome: Hermes e Renato. O programa radiofônico durou um ano.

### Novelas

#### O Proxeneta
Após o especial de Carnaval, no início de 2006, o programa com o formato de esquetes foi encerrado, já que a trupe estava preparando um novo projeto com um novo formato. Em outubro de 2006, a MTV iniciou a exibição de uma produção serializada feita pela equipe do programa, chamada O Proxeneta (sátira à telenovela O Profeta), que funciona como uma novela, desenrolando-se em torno de duas tramas paralelas: o atentado contra o empresário Franco Faraco (Bruno Sutter), presidente da indústria de vasos sanitários "Barro na Louça Corporation", e a abordagem do tráfico de drogas nas figuras de café e cajuzinhos. Como é típico do programa, os atores principais interpretam mais de um personagem ao longo da trama, com exceção de Gil Brother, que interpreta somente o traficante Gildo.

#### Sinhá Boça
Em novembro de 2006, a MTV iniciou a exibição de outra produção feita pela equipe do programa, chamada Sinhá Boça, que funcionava como uma novela, sendo uma versão contemporânea da novela Sinhá Moça e desenrolando-se em torno da trama de Luiz Boça, homem de 32 anos (pelo menos segundo ele mesmo), mas que tem sonhos adolescentes e vive situações típicas de um jovem. Infantilizado, criado a leite com pêra por sua avó Dona Lurdes (Marco Antônio), mas também um esforçado estudante e trabalhador.
Na novela, Lurdes é uma grande defensora do neto, sempre agindo em prol dele mesmo contra quem quer que seja. Com eles também vive Tadeu Boça (Adriano Silva), filho de Lurdes e pai de Luiz Boça, vagabundo e desencanado, que faz pouco caso do que acontece ao redor inclusive com sua família. Luiz Boça faz faculdade de direito e é apaixonado por Suzana (Bruno Sutter), a garota mais bonita de sua classe, mas ela namora o valentão da faculdade, Jubão (Marco Antônio), o principal vilão da novela que juntamente com seus comparsas (Adriano Silva e Felipe Torres), vive perseguindo Boça, praticando bullying e bolando planos para deixá-lo na pior, além de cometer outras atrocidades com outras pessoas, devido ao seu mau caráter e sempre saber que será absolvido por sua aparentemente rica família. Boça tem como melhor amigo o chapeiro Rafa (Bruno Sutter), que vende hambúrguer na porta da faculdade e sonha em se tornar um cantor famoso. Apaixonado por Jaqueline (Marco Antônio), uma empregada doméstica que é maltratada e tratada como escrava por sua patroa, a rica e maléfica Dona Máxima (Fausto Fanti), que é tia de Suzana e aprova totalmente o namoro desta com Jubão, sendo contra a relação de Jaqueline com Rafa, a quem ela sempre proíbe de ir a sua casa. Do outro lado há Kota (Adriano Silva), um jovem da periferia que é fã de rap e trabalha como grafiteiro, sendo seus pais (Marco Antônio, um homem sempre bem informado; e Bruno Sutter, uma exímia cozinheira) também adeptos á cultura Hip-Hop, já que os três se comunicam cantando rap em casa, além de viverem pichando as paredes do interior de sua moradia. Kota possui certa rivalidade com Rafa e é comum os dois viverem se estranhando em meio a conflitos de ego.
Em certo ponto da novela, D. Lurdes parte em defesa de seu neto contra Jubão e seus amigos, mas acaba expondo uma metralhadora e é perseguida e presa por isso. Uma vez na cadeia, D. Lurdes toma o comando do local e se torna líder dos demais presos, sendo temida por todos. Mais tarde, o próprio Boça também é preso, acusado injustamente de roubar o "Lápis de Ouro" da faculdade, item roubado por Jubão e colocado na mochila de Boça pelo próprio valentão a fim de incriminar o rival. Boça e sua avó se encontram na cadeia, onde ela se aproveita de sua posição de liderança para proteger seu neto de qualquer ameaça vinda de outros presos. O caso dos Boça será defendido pelo advogado conceituado da OAB, Dr. Gilmar (Gil Brother), professor de Boça na faculdade e um exímio galanteador nas horas vagas. Gilmar apresenta a Rafa o empresário artístico Manuelzinho Araújo (Fausto Fanti), que promete a Rafa que vai lhe tornar uma grande estrela do Funk, assim o ingênuo chapeiro acaba sendo iludido pelo empresário e abre mão de muito do que tem em prol do sucesso. Enquanto isso, as artes de Kota chamam a atenção do artista plástico francês Alec LeBleur (Fausto Fanti), homossexual que se aproxima de Kota a fim de ser seu tutor, quando na verdade, pretende seduzir o rapaz, que estranha bastante suas intenções. Paralelo a isso, a cidade é ameaçada por uma terrível fera que está á solta atacando diversos cidadãos á noite e tal notícia intriga principalmente Jaqueline, Tadeu e os pais de Kota, que vivem comentando sobre o assunto que passa em tudo quanto é jornal.
Também nesta novela, os atores principais interpretam mais de um personagem ao longo da trama, inclusive Gil Brother que interpreta o Dr. Gilmar, e também participa como preso que entrega uma faca a D. Lurdes, dentre outros figurantes e personagens de menor destaque.

### Tela Class
Em 2007 até o começo de 2008, a equipe gravou em um programa chamado Tela Class, no qual os cinco integrantes da equipe fazem redublagens de filmes antigos, como as que fazem sucesso na Internet, cobrindo os mais variados gêneros, de policiais chineses a épicos.
O programa foi criado a partir da ideia da dublagem e reedição de filmes pouco conhecidos no Brasil, de forma que suas histórias montem uma curta-metragem de caráter satírico. As vozes nas dublagens nos filmes são dos próprios humoristas, contando em alguns episódios com a participação especial de outros artistas, como João Gordo, Falcão e Tom Cavalcante. Palavras de baixo calão e xingamentos diversos são constantes nessas dublagens.

### Volta às esquetes
Em outubro de 2008, foi anunciada a volta do programa ao formato original de esquetes, assim como ocorrera de 1999 a 2005. Grandes personagens como Joselito e Boça, também voltaram a aparecer nesta nova temporada de Hermes e Renato.
No início de 2009, em comemoração aos 10 anos do grupo no ar, a MTV Brasil passou a transmitir um programa semanal com quadros que relembram programas de anos anteriores em que a equipe de Hermes e Renato gravou. Nos intervalos da emissora, é constantemente transmitido vinhetas inéditas de comemoração de 10 anos do grupo, feito pelos próprios integrantes de Hermes e Renato, em que eles interpretam seus mais famosos personagens como Joselito Sem Noção, Boça, Massacration, Cláudio Ricardo, Márcia J e Wallace (do Jornal Jornal), os personagens Hermes e Renato, etc.
Em outubro de 2009, a equipe de Hermes e Renato estreia uma nova temporada de episódios inéditos, com quadros novos como o "Boça Espetacular" (apresentado pelo próprio, e interpretado por Felipe Torres), novos personagens como o Padre Gato; o garçom brazuca nos EUA, Mr. Silva (ambos interpretados por Fausto Fanti), a volta do quadro Documento Trololó, e um quadro inteiro para Joselito sem Noção (que como nos primeiros anos do programa, voltou a atuar em quadros próprios); desta vez o programa não contou com a presença de Gil Brother, que resolveu sair do grupo por conta própria após desentendimentos com os outros integrantes.

### Saída da MTV e mudança de nome
No início de 2010, o grupo saiu da MTV Brasil para integrar o programa Legendários de Marcos Mion na Rede Record. Na ocasião, o grupo Massacration não foi descontinuado, mas todos os outros personagens, quadros e o nome do programa ficaram retidos na MTV Brasil, detentora dos direitos sobre a marca.
O grupo Hermes e Renato passou então a se chamar 'Banana Mecânica' e sua entrada no programa Legendários na Rede Record desapontou muitos fãs, que perceberam uma mudança radical no estilo de humor que consagrou o grupo entre 1999 e 2009 na MTV, além de não se contentarem com uma participação coadjuvante em um programa que, na época, ainda não havia agradado massivamente ao público.
Em março de 2012, o integrante Bruno Sutter decide deixar o grupo e a Rede Record para voltar à MTV e comandar o programa Rocka Rolla.

### Volta à MTV Brasil
Em fevereiro de 2013, a volta para a MTV Brasil, especulada desde dezembro de 2012, é confirmada. Nesta volta, Felipe Torres fez parte do grupo como também continuou no programa Legendários interpretando Tião. Bruno Sutter, entretanto, não fez parte do novo projeto. A nova temporada, de retorno dos humoristas ao canal, estreou em 13 de maio, tendo uma primeira fase da temporada exibida até o final de maio e após um recesso, voltando no dia 4 de julho. Nessa temporada, além da volta de personagens clássicos, foram criados novos quadros, como Adilson Polloski - Mestre do Karatê Paranaense. Também foi criado um novo enredo para personagens antigos, juntando os personagens Boça e Joselito, e vinhetas musicais do Palhaço Gozo. Grande parte dos novos esquetes são com personagens únicos.
Em entrevista, Marco Antonio Alves, o Hermes, e Fausto Fanti, o Renato, fizeram um balanço de sua passagem pela Record, de 2010 a 2012. Para ambos, tal período foi de "ostracismo", pois, seguindo a linha de humor do canal, foram, inclusive, proibidos de fazer "piadas de português". Até a proposta inicial do programa Legendários, do qual faziam parte, foi se transformando; de humorística, a atração se tornou um programa de auditório.

### Fim da MTV Brasil
Em julho de 2013 foi divulgado que o Grupo Abril devolveria a marca MTV Brasil para a Viacom, que anunciou que reformularia por completo a programação do canal. Com futuro incerto na emissora, Marco Antônio Alves, Fausto Fanti, Adriano Silva e Felipe Torres compraram a marca "Hermes e Renato" (cujos direitos até então pertenciam à MTV), pretendendo migrar suas gravações para um formato de produção independente, com planos de fornecer conteúdo para canais da TV aberta e por assinatura, dispositivos móveis e internet.

### Ida para o FX
No final de 2013, foi anunciado o contrato do grupo com a FOX, e a estreia do programa da trupe estava marcada para o final de 2014. No entanto, com a morte de Fausto Fanti, a estreia do programa foi adiada. Franco Fanti, irmão de Fausto, volta a fazer parte do grupo e a estreia se deu no dia 19 de Novembro de 2015. O programa piloto, ainda contando com Fausto, foi dividido para que pudessem veicular quadros com ele durante toda a temporada. O programa era exibido todas as quintas-feiras às 22h, com reprises aos sábados.

### Canal no YouTube
Criado em 8 de outubro de 2014, o canal oficial do grupo posta esquetes clássicas e atuais no YouTube, além de um podcast que eles possuem, o PODTRASH.

### Peça
Em 2016, o grupo volta com o projeto de uma peça teatral, "Uma Tentativa de Show" é o primeiro show teatral da trupe. Uma experiência de dramaturgia com muito experimentalismo, dança contemporânea, imersão, improviso, musical, stand Up, tudo feito do jeito Hermes e Renato, ou seja, da maneira debochada que marcou a presença da trupe na TV! A peça estreou dentro do festival Risadaria em São Paulo com bilheteria esgotada, e fez enorme sucesso, tanto entre os fãs, quanto com as pessoas que ainda não conheciam o trabalho do grupo. Participação especial de Bruno Sutter e Mario Matias que também dirige a peça, além de Gil Brother em algumas cidades.

## Personagens

### Boça
Luís Boça (Felipe) é um personagem de 32 anos ("muito bem vividos", segundo ele próprio), criado por sua avó no bairro paulistano da Mooca (Boça é uma sátira de paulistas ítalo-brasileiros da Mooca e de outros bairros tradicionais de São Paulo). Possui uma série regular de episódios onde conta as situações de sua vida, além de também fazer parte de outros quadros, dentre eles a novela Sinhá Boça (uma paródia à obra literária Sinhá Moça). O personagem Dr. Gilmar define Boça como sendo "um sujeito bacana, um cara decente, criado a leite com pera, ovomaltino e doces caramelados". Boça vive contando vantagem a respeito dos fatos de sua vida, mas na verdade sempre se dá mal. A avó de Boça, Lourdes Boça, se faz presente tanto nos episódios regulares quanto na novela Sinhá Boça. Na temporada de 2009, Boça tem um novo quadro, Boça Espetacular, uma paródia do programa Domingo Espetacular, da Rede Record. A partir de 2013, Joselito (vivido por Adriano) começou a ser personagem fixo da série de episódios regulares de Boça.

### Cláudio Ricardo
Cláudio Ricardo é um pastiche de todos os apresentadores de programas de auditório da televisão brasileira, como Fausto Silva, Gugu Liberato, João Kléber, Luciano Huck e Sérgio Mallandro, dentre outros. Cláudio Ricardo (Fausto) é um egocêntrico apresentador que vive explorando as misérias das classes populares, além de se gabar de seu portentoso estilo de vida.

### O Currador do Futuro
Alusão ao filme O Exterminador do Futuro. Nos episódios, mostra-se um sujeito de forma oculta sempre perseguindo alguém. No final, ele molesta a vítima com conotação sexual exagerada.

### Palhaço Gozo
Sátira ao Palhaço Bozo, interpretado por Fausto. Em seu quadro, todas as personagens e músicas possuem altíssima conotação sexual (ex.: no lugar da Vovó Mafalda e Papai Papudo, há Vovó Safada e Papai Sacudo, interpretados respectivamente por Felipe e Marco Antônio).

### Joselito Sem-Noção
O personagem mais famoso do programa. Presente em diversos quadros, caracteriza-se por ser uma pessoa "sem noção", isto é, que faz brincadeiras fora de hora e cria situações inconvenientes, geralmente envolvendo situações de agressão e humilhação. Resumindo, Joselito não sabe brincar. O termo é usado por muitos jovens brasileiros para designar pessoas com estas características. O personagem sempre se apresenta de óculos escuros e camisa xadrez vermelha. Interpretado por Adriano Silva.

### Massacration
Banda de heavy metal criada dentro do programa. A banda fictícia fez tanto sucesso que conseguiu um programa na MTV Brasil chamado Total Massacration, destinado a exibir clipes de bandas de metal. Também lançaram um disco em 2005 pela Deckdisc chamado Gates of Metal Fried Chicken of Death e em 2009, pela EMI, o segundo disco chamado Good Blood Headbangers.

### Coração Melão
Sátira às bandas de axé da Bahia. Teve duas músicas (Ele Vacilou e Pira Pirá Pirô), esta última de grande sucesso.

### Também SouHype
Foi uma sátira  de bandas de Indie Pop como o Cansei de Ser Sexy, cujo maior sucesso é Bichinho de Matar com Pedra. Fez sucesso na temporada de 2008.

### RoboCopo
Sátira ao filme RoboCop. RoboCopo é um homem que não deu certo na corporação policial e passa o resto da vida tomando cachaça e levando o copo embora (daí o trocadilho). Vivido por Marco Antônio, ganhou uma variação no verão de 2003 chamada RoboCospe, O Policial Cusparento.

### Padre Quemedo
Sátira ao Padre Quevedo. Quemedo (interpretado por Bruno) insistentemente tenta desmascarar outro personagem (feito por Fausto) que se diz "filho do capeta". Suas discussões sempre terminam em briga, e Padre Quemedo sempre leva a pior.

### Steven Beagle
Sátira a Steven Seagal e seus filmes de qualidade duvidosa. Personagem interpretado por Fausto em dois esquetes, intitulados Fúria Louca e Vingança Maligna. Vários filmes B de ação também são satirizados, como nos casos de Condenação Boçal, A Fúria do Cotoco, O Grande Bundão Branco e O Matador de Aluguel.

### Bandido da Luz Vermelha
Interpretado por Fausto, é um assassino sanguinário que comete seus crimes carregando uma lanterna vermelha, como o famoso criminoso da década de 1960. Toma parte também no Programa do Mal, esquete onde figuras e entidades familiares ao candomblé e umbanda discutem sobre macumbas e despachos diversos.

### O Sufocador
Interpretado por Bruno, é o típico "amigo chato" que costuma pedir favores excessivos aos outros até exaurir seus recursos, ou seja, sufocá-los psicologicamente. Seu maior método é a chantagem emocional.

### Gil Brother
'Gil Brother' ou 'Away de Petrópolis': interpretado por Jaime Gil da Costa, morador de Petrópolis, era um grande admirador do programa antes de se juntar à equipe em 2002. Atuou como comentarista no quadro Drops Away News, onde comentava de maneira irônica sobre notícias da atualidade, apresentadas por Carlos Calhorda (interpretado por Bruno Sutter). Algumas vezes, ele é referido apenas por "Away", derivado de seu grito característico.
Em março de 2011 começou a circular um vídeo no site YouTube com Gil Brother Away, onde o mesmo, em uma entrevista polêmica concedida à revista TRIP em 2011 e vinculada à rede de vídeos YouTube, explica os reais motivos de sua saída do programa e acusa os outros membros do grupo de exploração de trabalho, humilhação e abandono.
O episódio causou perplexidade e dividiu a opinião dos fãs do grupo, principalmente após veiculação de um outro vídeo onde os outros membros do grupo rebatem as acusações e aumentam ainda mais o mal estar causado.
Foi o triste fim de uma parceria que rendeu muitos risos ao público que os acompanhou entre 2004 a 2009 com a participação de Away. Após isso, Gil Brother protagonizou o Canal Away, um canal humorístico exclusivamente para a Internet de 2010 a 2014, quando a produtora do canal abandonou o projeto por falta de comprometimento do ator.

### Padre Gato
Na temporada de 2009, o Padre Gato é um padre galã, sedutor e cantor religioso (sátira ao Padre Fábio de Melo). Em seu CD lançado pela gravadora Soul Livre, tem clássicos como 'O Papa é Pop' do grupo Engenheiros do Hawaii, 'Tá Chovendo Freira', e o hit 'No Confessionário'. Faz esportes radicais e exercícios físicos.

## Quadros
- Hermes e Renato: o quadro que dá título ao programa é uma sátira às pornochanchadas da década de 1970. Hermes (Marco Antônio) e Renato (Fausto)[19] são dois típicos cafajestes da época, que vivem tentando se dar bem às custas dos outros, mas frequentemente seus planos acabam mal.
- Histórias Ocultas do Além do Outro Mundo: homenagem e, ao mesmo tempo, sátira aos programas apresentados por Zé do Caixão (incluindo uma paródia do mesmo, o Zé Canjica - retirado do primeiro sobrenome do homenageado, Mojica -, interpretado por Fausto), exibindo histórias bizarras e macabras como nas versões originais, porém com o toque de humor peculiar ao grupo, exibindo por exemplo, coisas improváveis como assassinos - uma geladeira, um mamão e até um boneco-biruta de postos de gasolina.
- Jornal Jornal: telejornal apresentado por Wallace Guilhermino (Fausto) e Márcia Jota-Ká-Ele-Eme-Ene-Ó (Marco Antônio), apresenta "notícias" esdrúxulas, muitas vezes de duplo sentido (exemplo: homem cruza com cadela, ilustrada por imagens onde um transeunte passa andando por uma cadela). Foi no Jornal Jornal que surgiu a história do menino Charlinho - possivelmente baseada no caso verídico do seqüestro do menino Carlos Ramires da Costa (conhecido como Carlinhos), acontecido no Rio de Janeiro na década de 1970.
- Tolerância Mil: uma inteligente e bem-humorada sátira (e também uma crítica) à falência do sistema de segurança pública brasileiro. O nome é uma paródia à política de combate ao crime conhecida como "Tolerância Zero", amplamente empregada em cidades muito violentas como Londres e Nova Iorque.
- Igreja Pentecostal Loucuras de meu Deus: sendo uma afiada sátira à Igreja Universal do Reino de Deus, este quadro mostra e ironiza o cotidiano das tele-igrejas evangélicas de cunho neopentecostal, onde o pastor atribui qualquer tipo de problema ao "encosto". A exigência do dízimo e outros valores é constante e de maneira constrangedora aos fiéis. Em alguns dos episódios o quadro satiriza o programa Fala que eu te escuto da Igreja Universal, além da "Terça do descarrego", onde o pastor oferece "milagres" em troca do dinheiro dos fiéis.
- Linhares e sua Turma: uma sátira e ao mesmo tempo uma crítica à enorme corrupção policial e abuso de autoridade existentes no Brasil. Nos episódios, editados em formato de sitcom, os policiais militares Linhares (Felipe), Pereira (Fausto) e Lacerda (Marco Antônio) valem-se de suas fardas e posições de autoridade para cometer desde pequenos delitos a crimes pesados diversos, tais como: entrar em restaurantes para comer sem pagar, ameaçando garçons, clientes e gerentes; agredir pessoas na rua sem motivo justificável; roubar pertences de pessoas na rua, como roupas e sapatos, por estarem sem "nota fiscal", geralmente para proveito pessoal; negociar propinas e vendas de armas com traficantes de drogas e mafiosos; isentar-se de prender criminosos caso estes sejam pessoas da alta sociedade (como filhos de empresários, por exemplo); agredir cidadãos e apreender seus veículos por estarem sem o "banco do carona" (passageiro); apostar "rachas" (corridas ilegais) nas ruas e correr em alta velocidade com a viatura policial (deixando, inclusive, de atender a uma ocorrência de atropelamento e arrastando o corpo do atropelado para a calçada), simplesmente para chegar a tempo de entrar no botequim e assistir ao jogo do Flamengo. São personagens também o corrupto delegado federal Falcão (Bruno) e o traficante X9 (Adriano).
- Chapa Quente: sátira ao programa de Luiz Carlos Alborghetti e outros policialescos do "mundo cão", onde o apresentador Bradock, vivido por Marco Antônio, defende (de maneira contundente) os direitos dos bandidos.
- Área 51: sátira aos programas que exibem vídeos amadores de acidentes ou perseguições policiais, mostrando casos ainda mais extraordinários, como um dublê (Fausto) que perde os membros devido a saltos frustrados de prédios altos, ou mesmo uma sátira às cenas iniciais do filme Cobra (protagonizado por Sylvester Stallone, onde um bandido tenta explodir um mercadinho e é impedido por um policial linha-dura), e também a um caso onde um carrinho de bebê cruza uma pista de uma corrida de velotrol por acidente e vence a corrida.
- Jegueass: sátira ao programa americano Jackass, também exibido na MTV. Mostra brincadeiras muito mais pesadas, freqüentemente resultando na morte do integrante mais diretamente envolvido (embora suas mortes sejam temporárias, como as do personagem Kenny McCormick de South Park). Os cinco integrantes são: Jonny Boganville (Fausto - paródia direta a Johnny Knoxville), Steve Mou (Marco Antônio - referência a Steve-O), Ben Maluco (Felipe, uma sátira de Bam Margera), Gay Jones (Bruno) e Jimmy Leroy (Adriano).
- Merda Acontece: exibe os transtornos enfrentados por pessoas devido a distúrbios gastrointestinais. É apresentado pelo Sr. Cocô (Felipe). Foi exibido apenas na temporada de 2002, mas fez grande sucesso.
- Documento Trololó: é um programa que exibe reportagens sobre um tema pré-definido, algumas vezes mostrando imagens ditas chocantes, inspirado no formato do programa Documento Especial (veiculado pela extinta Rede Manchete e pelo SBT no início dos anos 1990). É apresentado por Edson Wander (Fausto).
- Bolovo: A Ameaça Urbana: Uma espécie de paródia extrema ao documentário Super Size Me, no qual o documentarista enfrenta o desafio de passar uma semana se alimentando apenas à base do alimento que dá nome ao "filme" (bolovo é a forma reduzida de "bolinho de carne e ovo"). Porém, ao contrário de Super Size Me, o cineasta (interpretado por Fausto) não sobrevive à experiência, mantendo essa alimentação danosa mesmo adoecido.
- Cozinha do Away: último quadro do humorista Gil Brother, era uma paródia de programas culinários (como os de Daniel Bork e Ana Maria Braga, por exemplo), no qual o Gil Brother mostra suas "receitas" únicas, muitas vezes usando "ingredientes" absurdos como cigarros, cabeças de peixe e restos de lixos do mar. Os pratos são os mais variados possíveis, como "Estrombelhete de Forno e de Pombo Obeso", "Sopa Marítima", "Rabo de Raposa Apaixonada", "Mousse com Creme de Porco" e "Tubarão Leitoa". Com pitadas ácidas de humor negro, fez a alegria dos internautas esfomeados.
- Super Pobre: uma sátira ao programa Superpop da Rede TV, mostra a vida na pobreza com moradores de rua, interpretado por Felipe Torres como a apresentadora Ruti Piolho.
- Boça Espetacular: uma sátira aos programas de reportagens em estilo "revista eletrônica", como Fantástico e Domingo Espetacular. Boça mostra "reportagens" especiais, falando de animais e outras curiosidades.
- Programa do Mal: Programa apresentado por entidades ligadas à umbanda e ao candomblé (Exu Caveira (Bruno), Zé Pilintra (Felipe), Pomba Gira (Marco Antônio) e Tranca Rua (Adriano) aliado a outros dois integrantes fora desse contexto: Encosto (termo popularizado por igrejas neopentecostais referente a influências malignas que interferem negativamente na vida das pessoas) e Bandido da Luz Vermelha (interpretado por Fausto, famoso criminoso brasileiro que já foi "homenageado" pelo grupo, na música "Melô do Bandido da Luz Vermelha"). Altamente sombrio, os apresentadores tem como tópicos assuntos relacionados à magia negra e ao ocultismo, sempre regado ao humor negro.

## Elenco
- Fausto Fanti (1999–2014)
- Marco Antônio Alves (1999–atualmente)
- Adriano Silva (ou Adriano Pereira; 1999–atualmente)
- Felipe Torres (1999–atualmente)
- Franco Fanti (2014–atualmente)
- Bruno Sutter (1999–2012)[a]
- Gil Brother (2002–2008)

## Discografia

### Álbuns de estúdio
- (2016) O Carnaval do Hermes e Renato

### Compilações
- (2016) Greatest Hits

### Singles
- (2017) Hermes e Renato